# الدفاع عن الطفولة
الدفاع عن الطفولة  هو شكل من أشكال الدفاع يُعرف باسم الحجة بحيث يتم استبعاد المتهمين الذين يندرجون تحت مسمى «القُصَّر» من المسؤولية الجنائية عن أفعالهم، إذا لم يكونوا قد بلغوا سن المسؤولية الجنائية آنذاك. وبعد بلوغ السن القانوني قد تكون هناك عدة مستويات من المسؤولية يحددها العمر ونوع الجريمة المرتكبة.
عُبِر عن مصطلح الدفاع عن الطفولة بموجب القانون العام الإنجليزي كمجموعة من الافتراضات في مبدأ يعرف باسم doli incapax (عدم قدرة الطفل على الإجرام). يفترض هذا المبدأ أن الطفل الذي يقل عمره عن سبع سنوات غير قادر على ارتكاب الجريمة. ولقطعية هذا المبدأ؛ يمنع الادعاء العام من تقديم أدلة على أن الطفل لديه القدرة على استيعاب طبيعة وعدم مشروعية ما حدث. كما يُفترض أيضًا أن الأطفال الذين تتراوح أعمارهم بين السابعة وما تحت الرابعة عشر عامًا غير قادرين على ارتكاب جريمة إلا أن هذا الافتراض قابل للدحض. إذ يمكن للادعاء أن يتغلب على هذا الافتراض بإثبات أن الطفل يفهم ما يفعلونه وأنه خاطئ. كانت القدرة في الحقيقة عنصرًا ضروريًا في قضية الادعاء العام. يحق للطفل أن يسقط التهم عنه عند الانتهاء من تقديم أدلة الادعاء إذا فشل حينها الادعاء العام من تقديم أدلة كافية على قدرة الطفل على فعل الجرم. أُلغِيَ مبدأ عدم قدرة الطفل على الإجرام  في كلاً من إنجلترا وويلز في عام 1998، ولكنه استمر في الولايات القضائية الأخرى الآخذة بالقانون العام.

## المصطلح
تختلف المصطلحات المتعلقة بهذا الدفاع حسب الاختصاص القضائي والنطاق. إذ تشتمل الأمثلة على استخداماته في المصطلحات الآتية: سن المساءلة، سن المسؤولية، سن الالتزام. إن المسوغ خلف قوانين سن المساءلة هو نفسه المسوغ خلف الدفاع بحجّة الاختلال العقلي، حيث يلمح كل من المعاقين عقليًا والشباب إلى افتقارهم للفهم.

## سن المسؤولية الجنائية
تسن الحكومات قوانين لتصنيف أنواع معينة من الأنشطة على أنها غير مشروعة أو غير قانونية. يمكن وصم السلوك ذي الطبيعة المعادية للمجتمع بصورة أكثر إيجابية لإظهار رفض المجتمع من خلال استخدام كلمة جناية. تميل القوانين في هذا السياق إلى استخدام عبارة «سن المسؤولية الجنائية» بطريقتين مختلفتين:
1- كتعريف لعملية التعامل مع المتهم بارتكاب الجريمة. إذ تنص الفئة العمرية على إعفاء الطفل من نظام المقاضاة والعقاب للبالغين. تُطوِر معظم الولايات أنظمة خاصة بقضاء الأحداث تماشيًا مع نظام العدالة الجنائية للبالغين. تستند المحاكمات هنا بشكل أساسي على الرعاية الاجتماعية وتتعامل مع الأطفال على أنهم بحاجة إلى تدابير إلزامية للعلاج أو للرعاية. يُحال الأطفال إلى هذا النظام عندما يرتكبون ما يُعده القانون جريمة كأشخاص بالغين.
2. بصفته القدرة الجسدية للطفل على ارتكاب الجريمة. وبالتالي يعتبر الأطفال غير قادرين على ارتكاب بعض الأفعال الجنسية أو غيرها من التصرفات التي تتطلب قدرات أكثر نضجًا.
وبالتالي فإن كل دولة تدرس ما إذا كان الطفل قد ارتكب جرمًا ما، وبالنظر إلى هذا ستكون الجهات قادرة على اتخاذ أنسب التدابير للتعامل مع حالات الأطفال المشابهة للحالات المدروسة. ومن الجدير بالذكر أنه في بعض الدول يتم الربط بين الطفولة كدفاع ودفاعات تقلل من المسؤولية على أساس مرض عقلي. تستخدم الفروق بين الأطفال والجناة الصغار والأحداث وما إلى ذلك للإشارة إلى مستويات مطابقة للعجز. إن وجهة نظر الأغلبية هي أن هذا الارتباط غير بَنَّاء؛ حيث يشير إلى أن الأطفال يعانون بطريقة ما من خلل عقلي في حين أنهم يفتقرون فقط إلى الحكم السليم الذي يأتي مع العمر والخبرة.

## مناقشة
تمثل هذه القوانين جانبًا من جوانب السياسة العامة المستخدمة مع أولياء الأمور. ففي القانون الجنائي تنظر كل دولة في طبيعة مجتمعها والأدلة المتوافرة عن العمر الذي تبدأ فيه السلوكيات المعادية للمجتمع في الظهور. تتمتع بعض المجتمعات بصفات التساهل تجاه الشباب عديمي الخبرة، إذ تحرص على استخدام جميع سبل الاستجابة الأخرى قبل أن يتعرضوا لنظام القانون الجنائي. ولذلك تنهج بعض الدول سياسة عدم قدرة الطفل على الإجرام (أي العجز عن ارتكاب الخطأ) وتستبعد المسؤولية عن جميع الأفعال والتجاوزات حتى سن محددة لتحمل الجناية. وبالتالي لا يمكن أن تكون هناك محاكمة جنائية بغض النظر عما قد فعله الطفل. ومع ذلك يمكن تطبيق جوانب أخرى من القانون على الرغم من عدم وجود أي مسؤولية جنائية. ففي بلدان الشمال الأوروبي على سبيل المثال تعتبر الجريمة التي يرتكبها الشخص دون سن 15 في الغالب من أعراض مشاكل نمو الطفل. وتبعًا لذلك ستتخذ السلطات الاجتماعية الإجراءات الإدارية المناسبة لتأمين نمو الطفل. قد تتراوح هذه التدابير من الاستشارة إلى وضعهم في المكان الملائم في وحدة الرعاية الخاصة. لا تعتمد التدابير على شدة الجريمة المرتكبة ولكن على الظروف العامة للطفل لكونها تدابير غير قضائية.
إن سياسة معاملة القاصرين على أنهم غير قادرين على ارتكاب الجرائم لا تعكس بالضرورة الحساسيات الحديثة. وبالتالي إذا كان الأساس المنطقي للعذر هو أن الأطفال الذين تقل أعمارهم عن سن معينة يفتقرون إلى القدرة على تكوين النية الإجرامية للجرم، ومع ذلك فقد لا تكون هذه حجة مستدامة. ونظرًا للسرعات المتباينة التي يمكن أن ينمو بها الأشخاص جسديًا وفكريًا فإن تحديد العمر القانوني للجرم قد يكون تعسفيًا وغير عقلانيًا. ولذلك قد تعتبر معاملة الأطفال الصغار بنفس الطريقة التي يعامل بها البالغون معاملة غير عادلة. حيث إنهم لم يخوضوا الحياة كما خاضها البالغين ولاختلاف القدرات العقلية والفكرية بين كلاً منهم.
تم رفع سن المسؤولية الجنائية في اسكتلندا من 8 سنوات إلى 12 سنة في شهر يونيو 2019 وذلك تماشيًا مع سن المقاضاة الجنائية (2010). في حين أن سن المسؤولية الجنائية في إنجلترا وويلز وإيرلندا الشمالية هو 10 سنوات، وفي هولندا وكندا 12 سنة. أما السويد وفنلندا والنرويج فقد حددت سن المسؤولية من 15 سنة. يختلف سن المسؤولية الجنائية في الولايات المتحدة بين الولايات، فأدنى عمر لسن المسؤولية هو عمر 6 سنوات في ولاية كارولينا الجنوبية وعمر 7 سنوات في 35 ولاية، بينما يكون عمر 11 سنة هو الحد الأدنى لسن الجرائم الفيدرالية.
وبما أن الأطراف المعاهدة في نظام روما الأساسي للمحكمة الجنائية الدولية لم تتمكن من الاتفاق على حد أدنى لسن المسؤولية الجنائية، فقد اختاروا حل المسألة إجرائيًا واستبعدوا اختصاص المحكمة للأشخاص الذين تقل أعمارهم عن 18 سنة.
بعض السلطات القضائية ليس لها حد أدنى محدد للسن الجنائي ولكنها تترك السلطة التقديرية للمدعين العامين للمحاجة أو للقضاة للبت فيما إذا كان «المدعى عليه» طفلاً كان أم مراهقًا (قاصر) يدرك أن ما فعله كان خاطئًا. لا يعد من الصحيح معاملة المدعى عليه كمذنب إذا لم يدرك الفرق بين الصواب والخطأ. وعوضًا عن ذلك يمكن الإقرار على عدم وجود خطأ فعلي في الجاني من خلال الأحكام التي تبطل الأحكام الجنائية المخففة أو تعالج مسائل عملية أكثر من المسؤولية الأبوية عن طريق تعديل حقوق الوالدين في الحضانة غير الخاضعة للرقابة أو من خلال إجراءات جنائية منفصلة ضد الوالدين بسبب خرقهم لواجباتهم كآباء.

## سن المسؤولية الجنائية وفق كل دولة
يوضح الجدول الآتي الحد الأدنى لأعمار الأطفال المدانين بارتكاب جرائم جنائية في كل دولة:
| الدولة                      | العمر الأدنى للإدانة بالجرائم الكبرى | العمر الأدنى للإدانة بجميع الجرائم | المرجع | ملاحظة |
| أفغانستان                   | 7                                    | 12                                 |        | الحد الأدنى لسن المسؤولية الجنائية هو عمر 12 سنة. يمكن أن يتعرض الأطفال الذين تتراوح أعمارهم بين 7 و12 سنة للإنذار أو يخضعوا للإشراف من قبل الخدمات الاجتماعية أو الحجز في مركز إعادة التأهيل. |
| ألبانيا                     | 14                                   | 16/ 18                             |        | تنص المادة 12 على أن يكون الحد الأدنى لسن المسؤولية الجنائية هو سن 16 سنة (تكون الجناية غير خطيرة). |
| الجزائر                     | 131                                  | 8                                  |        | يخضع الأطفال الذين تتراوح أعمارهم بين 13 و18 سنة لعقوبات مخففة. |
| أندورا                      | 12                                   |                                    |        | |
| أنجولا                      | 14                                   | 18                                 |        | يخفض الحد الأدنى والأقصى من العقوبات حتى ثلثي العقوبة للأطفال الذين تتراوح أعمارهم ما بين 14 و16 سنة، وإلى النصف للأطفال ما بين 16 و18. كما يجب مراعاة احتياجات إعادة تأهيل الأطفال الذين تقل أعمارهم عن 18 سنة واحتياجات إعادة دمجهم في المجتمع. |
| أنتيغوا وبربودا             | 8                                    | 16                                 |        | وفقًا للمادتين 1 و3 من قانون الأحداث، يجب أن تراعي المحاكم مصلحة من هم دون سن 16 سنة. |
| الأرجنتين                   | 16                                   |                                    |        | |
| أرمينيا                     | 14                                   |                                    |        | |
| أستراليا                    | 10                                   |                                    |        | سن المسؤولية الجنائية في أستراليا. الافتراض قابل للدحض لعدم الأهلية لارتكاب الجريمة للأطفال تحت سن 14. |
| النمسا                      | 14                                   | 18/ 21                             |        | |
| أذربيجان                    | 14                                   |                                    |        | |
| بنغلاديش                    | 7                                    | 9                                  |        | |
| بيلاروس                     | 14                                   | 16                                 |        | يعد سن 16 هو السن المعياري للمسؤولية الجنائية في بيلاروس، وأما القاصرون الذين تتراوح أعمارهم بين 14 و16 سنة تقتصر إدانتهم فقط على جرائم معينة وفقًا للمادة 27 من القانون الجنائي البيلاروسي. |
| بلجيكا                      | 12                                   |                                    |        | |
| بوتان                       | 10                                   |                                    |        | |
| بوليفيا                     | 14                                   |                                    |        | خفضت سن المسؤولية الجنائية في بوليفيا في يوليو 2014 من سن 16 إلى سن 14. |
| البوسنة والهرسك             | 14                                   |                                    |        | |
| البرازيل                    | 12                                   | 18                                 |        | يمكن الحكم وفقًا للنظام القضائي للأحداث على الجناة الذين تتراوح أعمارهم بين 12 و18 سنة بالسجن لمدة أقصاها 3 سنوات في سجون منفصلة للأحداث، في حين تفرض المسؤولية الجنائية الكاملة على من هم في سن 18. |
| بلغاريا                     | 14                                   |                                    |        | |
| بوروندي                     | 15                                   |                                    |        | |
| كمبوديا                     | 14                                   |                                    |        | |
| كندا                        | 12                                   |                                    |        | |
| الرأس الأخضر                | 16                                   |                                    |        | |
| شيلي                        | 14                                   | 16                                 |        | |
| الصين                       | 14                                   | 16                                 |        | ينطوي أدنى حد ممكن للإدانة على الأفعال التي تشكل الجرائم التالية: القتل والجرح المؤدي للموت والاغتصاب والسطو والحرق العمد والتفجير وزراعة المواد السامة والاتجار بالمخدرات الخطرة. في حين أن الحد الأدنى لسن الجرائم الأخرى هو 16 سنة. أما في هونغ كونغ فإن الحد الأدنى هو سن 10 وفي ماكاو سن 16. |
| كولومبيا                    | 14                                   | 18                                 |        | |
| كوستاريكا                   | 12                                   | 18                                 |        | على الرغم من أن الإجراءات والعقوبات القانونية تختلف عن المتهمين الذين تقل أعمارهم عن 18 سنة إلا أن جميع الجناة الذين يبلغون من العمر 12 سنة أو أكثر قد يُحكم عليهم بالسجن لمدة تصل إلى 15 سنة. |
| ساحل العاج                  | 10                                   |                                    |        | |
| كرواتيا                     | 14                                   | 21                                 |        | يعد سن 14 هو سن الإدانة لجميع الجرائم المنصوص عليها في الأحكام العامة للقانون الجنائي وقد تنطبق أحكام خاصة على بعض الجرائم حتى سن 21. |
| كوبا                        | 16                                   |                                    |        | |
| قبرص                        | 14                                   |                                    |        | |
| التشيك                      | 15                                   | 18                                 |        | |
| الدنمارك                    | 15                                   |                                    |        | |
| جمهورية الكونغو الديمقراطية | 14                                   | 16                                 |        | |
| إكوادور                     | 12                                   | 18                                 |        | |
| مصر                         | 12                                   |                                    |        | |
| غينيا الاستوائية            | 16                                   |                                    |        | |
| إستونيا                     | 14                                   |                                    |        | |
| إثيوبيا                     | 9                                    |                                    |        | |
| فيجي                        | 10                                   |                                    |        | |
| فنلندا                      | 15                                   |                                    |        | |
| فرنسا                       | 13                                   |                                    |        | |
| غامبيا                      | 12                                   |                                    |        | |
| جورجيا                      | 14                                   | 18                                 |        | تنص المادة 33 من القانون الجنائي لجورجيا أن القاصرين الذين تتراوح أعمارهم بين 14 و18 سنة يمكن إدانتهم وفرض المسؤولية الجنائية عليهم بناءً على ما يقرره قضاء الأحداث. |
| ألمانيا                     | 14                                   | 18/21                              |        | يخضع الأطفال بين 14 و18 سنة لقضاء الأحداث. كما يمكن أن يخضع لهذا القانون للشباب من سن 18 إلى 21 إذا اعتبرهم القانون غير ناضجين عقليًا. |
| اليونان                     | 13                                   |                                    |        | |
| غينيا                       | 10                                   |                                    |        | |
| غينيا بيساو                 | 16                                   |                                    |        | |
| هونج كونج                   | 10                                   |                                    |        | |
| المجر                       | 12                                   | 14                                 |        | يعد سن 12 هو سن المسؤولية الجنائية فقط لجرائم القتل مع سبق الإصرار والقتل غير العمد والأذى الجسدي المؤدي للموت أو لإصابات مهددة للحياة. في حين يعد سن 14 هو سن المسؤولية الجنائية للجرائم الأخرى. |
| آيسلندا                     | 15                                   |                                    |        | |
| الهند                       | 7                                    |                                    |        | |
| إندونيسيا                   | 8                                    |                                    |        | |
| العراق                      | 9                                    |                                    |        | |
| إيران                       | 9 (للفتيات)، 15 (للفيان)             |                                    |        | |
| أيرلندا                     | 10                                   | 12                                 |        | يستثنى من ذلك الأطفال ما بين 10 و11 سنة الذين يمكن اتهامهم بالقتل أو القتل الخطأ أو الاغتصاب أو الاعتداء الجنسي المشدد. |
| إسرائيل                     | 12                                   |                                    |        | |
| إيطاليا                     | 14                                   | 18                                 |        | ينص نظام قضاء الأحداث للمتهمين الذين تتراوح أعمارهم بين 14 و18 سنة على سجنهم في سجن منفصل للأحداث. وتبدأ المسؤولية الجنائية الكاملة من سن 18. |
| اليابان                     | 14                                   |                                    |        | |
| كينيا                       | 8                                    |                                    |        | |
| كوسوفو                      | 14                                   |                                    |        | |
| الكويت                      | 7                                    | 15                                 |        | |
| لاوس                        | 15                                   |                                    |        | |
| ليختنشتاين                  | 14                                   | 18/21                              |        | |
| لكسمبرغ                     | 18                                   |                                    |        | |
| ماليزيا                     | 10                                   |                                    |        | يوجد في ماليزيا نظام قضائي مزدوج من القانون العلماني والإسلامي، مما أدى إلى وجود تفاوت في العمر الأدنى لتحمل المسؤولية الجنائية وذلك بناءً على الفرع المطبق من فروع القانون. يمكن تحميل الشخص المسؤولية الجنائية من سن 10 سنوات وذلك بموجب قانون العقوبات. [قانون العقوبات، المادة 82. انظر أيضًا قانون الطفل المادة 2]. يمكن تحميل الأطفال المسلمين المسؤولية الجنائية منذ بداية البلوغ بموجب قانون الجرائم الشرعية (المناطق الاتحادية) لعام 1997. [قانون الجرائم الشرعية في الشريعة (الأقاليم الاتحادية) لعام 1997، المادتان 2 و51]. يمكن محاكمة الجرائم بموجب قانون الأمن الداخلي بغض النظر عن العمر. [اللوائح الأساسية (القضايا الأمنية) لعام 1975، المادة 3] (تم إلغاء القانون في عام 2012 واستبداله بقانون الجرائم الأمنية (التدابير الخاصة) لعام 2012).                                                                                  |
| موريتانيا                   | 7                                    |                                    |        | |
| المكسيك                     | 12                                   |                                    |        | يبدأ سجن الأطفال من سن 14 سنة، في حين تطبق إجراءات أخرى للأطفال من عمر 12 إلى 13 سنة. |
| مولدوفا                     | 14                                   |                                    |        | |
| منغوليا                     | 14                                   | 16                                 |        | يحمل الأطفال الذين تتراوح أعمارهم بين 14 و16 سنة المسؤولية الجنائية فقط عن جرائم معينة. |
| الجبل الأسود                | 14                                   |                                    |        | |
| المغرب                      | 12                                   |                                    |        | |
| موزمبيق                     | 16                                   |                                    |        | |
| ميانمار                     | 7                                    | 12                                 |        | |
| نيبال                       | 10                                   |                                    |        | |
| هولندا                      | 12                                   |                                    |        | |
| نيوزيلندا                   | 10                                   | 14/17                              |        | يمكن دحض افتراض ارتكاب الجرم بسبب العجز للأطفال حتى سن 14 سنة. كما لا يمكن إدانة الأطفال الذين تتراوح أعمارهم بين 10 و11 سنة إلا بالقتل أو القتل الخطأ، أما الأطفال الذين تتراوح أعمارهم بين 12 و13 سنة لا يمكن إدانتهم إلا بجرائم يبلغ الحد الأقصى للسجن فيها 14 سنة قابلة للزيادة بحكم الظروف. انظر عدالة الشباب في نيوزيلندا. |
| نيكاراغوا                   | 13                                   |                                    |        | |
| نيجيريا                     | 7                                    |                                    |        | |
| كوريا الشمالية              | 14                                   |                                    |        | |
| مقدونيا الشمالية            | 14                                   |                                    |        | |
| عُمان                        | 9                                    |                                    |        | |
| النرويج                     | 15                                   |                                    |        | |
| باكستان                     | 7                                    |                                    |        | |
| بالاو                       | 10                                   |                                    |        | |
| بابوا غينيا الجديدة         | 7                                    |                                    |        | |
| بنما                        | 12                                   |                                    |        | |
| باراغواي                    | 14                                   | 17                                 |        | يمكن الحكم على الجناة الذين تتراوح أعمارهم بين 14 و17 بالسجن لمدة أقصاها 8 سنوات. |
| بيرو                        | 14                                   | 18                                 |        | 18 هو السن المعياري للمسؤولية الجنائية في بيرو. ومع ذلك فإن القاصرين الذين تتراوح أعمارهم بين 16 و17 سنة وقت ارتكاب الجريمة قد يتعرضون للسجن من 6 إلى 10 سنوات في حالة القتل أو قتل الإناث أو الابتزاز أو التخريب أو الاغتصاب أو الانتماء إلى عصابة إجرامية. قد يتعرض القاصرون الذين تتراوح أعمارهم بين 14 و15 سنة عند ارتكاب الجريمة للسجن من 4 إلى 8 سنوات. |
| الفلبين                     | 15                                   | 18                                 |        | أقر مجلس النواب مشروع قانون يقترح تخفيض الحد الأدنى لسن المسؤولية الجنائية من 15 سنة إلى 12 سنة بتصويت 146-34-0 في 28 يناير 2019. |
| بولندا                      | 15                                   | 18                                 |        | 17 هو العمر القياسي للمسؤولية الجنائية في بولندا. يمكن محاكمة القاصرين من سن 15 سنة كبالغين عند ارتكابهم إحدى الجرائم الشنيعة وبشكل خاص عندما "تستدعي ظروف القضية والحالة العقلية لنمو الجاني وخصائصه ووضعه الشخصي وخاصةً عندما تثبت التدابير التعليمية أو التصحيحية المطبقة سابقًا عدم فاعليتها". يجوز للمحكمة من ناحية أخرى أن تختار تطبيق تدابير الأحداث على الجناة الذين تزيد أعمارهم عن 17 سنة ولا تتجاوز سن 18 سنة، إذا كانت "ظروف القضية والحالة العقلية لنمو الجاني وخصائصه وأوضاعه الشخصية تستدعي ذلك". بيد أن سن المسؤولية عن الإجراءات الإصلاحية للأحداث هو 13 سنة. وتنطبق مسؤولية الإجراءات التعليمية والعلاجية للأحداث على جميع الأشخاص الذين تقل أعمارهم عن 18 سنة (بما في ذلك الأشخاص الذين تقل أعمارهم عن 13 سنة). |
| البرتغال                    | 16                                   | 18/21                              |        | |
| قطر                         | 7                                    |                                    |        | |
| رومانيا                     | 14                                   |                                    |        | |
| روسيا                       | 14                                   | 16                                 |        | سُنَّ سِن 16 كما جرت العادة كحد أدنى للإدانة بجميع الجرائم، في حين سُنَّ سِن 14 على وجه التحديد للإدانة بالجرائم الآتية كما نص في القسم 20 من القانون الجنائي كالقتل والاغتصاب والسطو والابتزاز والاختطاف وسرقة السيارات والهجوم الإرهابي وسرقة المواد المقيدة مثل المتفجرات والمخدرات والسلوك المشدد المعادي للمجتمع والتخريب والتبليغ الكاذب عن هجوم إرهابي. |
| رواندا                      | 14                                   |                                    |        | |
| سان مارينو                  | 14                                   | 18                                 |        | |
| سان تومي وبرينسيبي          | 16                                   |                                    |        | |
| المملكة العربية السعودية    | 12                                   |                                    |        | |
| السنغال                     | 13                                   |                                    |        | |
| صربيا                       | 14                                   |                                    |        | |
| سيراليون                    | 14                                   |                                    |        | |
| سنغافورة                    | 7                                    |                                    |        | تقترح لجنة مراجعة قانون العقوبات زيادة الحد الأدنى ليصبح العمر 10 سنوات لتحمل المسؤولية الجنائية. |
| سلوفاكيا                    | 14                                   |                                    |        | |
| سلوفينيا                    | 14                                   |                                    |        | |
| سريلانكا                    | 8                                    |                                    |        | |
| جزر سليمان                  | 8                                    |                                    |        | |
| جنوب أفريقيا                | 12                                   |                                    |        | تم رفع سن القدرة الإجرامية إلى سن 12 سنة بموجب قانون تعديل قضاء الأطفال لعام 2019. وهناك افتراض قابل للدحض ينص على أن الطفل الذي يتراوح عمره ما بين 12 و14 سنة يفتقر إلى القدرة الإجرامية. |
| كوريا الجنوبية              | 14                                   | 19                                 |        | |
| إسبانيا                     | 14                                   | 18                                 |        | |
| سريلانكا                    | 8                                    |                                    |        | |
| السودان                     | 7                                    | 15                                 |        | يمكن تحميل الأطفال الذين تتراوح أعمارهم بين 7 و15 سنة المسؤولية الجنائية إذا بلغوا سن البلوغ. |
| إسواتيني                    | 7                                    | 14                                 |        | |
| السويد                      | 15                                   |                                    |        | |
| سويسرا                      | 10                                   |                                    |        | |
| سوريا                       | 10                                   |                                    |        | |
| تايوان                      | 14                                   | 18                                 |        | الجناة الذين تتراوح أعمارهم بين 14 و18 سنة مؤهلون لتخفيف العقوبة بموجب المادة 18 من القانون الجنائي. لا يمكن تطبيق عقوبة الإعدام والسجن بدون عقوبة على الجناة الذين تتراوح أعمارهم بين 14 و18 سنة. |
| تنزانيا                     | 7                                    |                                    |        | |
| تايلند                      | 7                                    | 14                                 |        | |
| تيمور الشرقية               | 16                                   |                                    |        | |
| تركيا                       | 12                                   |                                    |        | |
| تركمانستان                  | 14                                   | 16                                 |        | |
| تونس                        | 13                                   |                                    |        | |
| أوغندا                      | 12                                   |                                    |        | |
| أوكرانيا                    | 14                                   | 16                                 |        | |
| الإمارات العربية المتحدة    | 7                                    |                                    |        | |
| المملكة المتحدة             | 10                                   | 18                                 |        | سن 10 للإدانة بالجرائم الكبرى في كلاً من في إنجلترا وويلز وإيرلندا الشمالية. عادة ما يتم سجن الأشخاص الذين تتراوح أعمارهم بين 10 و11 سنة فقط في الحالات الخطيرة للغاية مثل القتل. والأهم من ذلك هو أن عادة ما يتم تصنيف نتائج الإجراءات الجنائية للشباب ما بين (12-17) على حسب العمر (تعتمد حاليًا على ما إذا كان الجاني أقل من 12 أو 14 أو 16 أو 18 سنة، وكلما كان الجاني أكبر سنًا كانت العقوبة أشد خاصةً في الجرائم الخطيرة). لايزال الحد الأدنى للإدانة بالجرائم الكبرى في اسكتلندا من الناحية القانونية هو سن 8 على الرغم من أن قانون سن المسؤولية الجنائية فيها لعام 2019 سيرفع هذا العمر إلى 12 بمجرد دخول القسم 1 حيز التنفيذ. دخل القسم 3 من القانون الجديد حيز التنفيذ في 29 نوفمبر 2019 والذي يحول دون إحالة الأطفال دون سن 12 سنة إلى جلسة استماع للأطفال لأسباب متعلقة بالجرائم. وقد رفع هذا في الواقع سن المسؤولية الجنائية إلى 12. |
| الولايات المتحدة            | يختلف السن باختلاف الولاية           | يختلف السن باختلاف الولاية         |        | فعلى صعيد الولايات، لم تحدد 33 ولاية الحد الأدنى لسن المسؤولية الجنائية. . أما بالنسبة للجرائم الفيدرالية فإن الحد الأدنى لسن المسؤولية الجنائية هو سن 11. إن أكبر عمر لسن المسؤولية الجنائية فهو في ولاية ماساتشوستس وهو سن 12 سنة بلا استثناءات، في حين أن أصغر سن المسؤولية الجنائية هو في ولاية نورث كارولينا وهو سن 6. |
| أوروغواي                    | 13                                   | 18                                 |        | |
| أوزبكستان                   | 13                                   | 16                                 |        | يمكن تحميل الأشخاص المسؤولية الجنائية عن جميع الجرائم المرتكبة بعد بلوغهم سن 16، وعن القتل العمد ابتداءً من سن 13، وعن الجرائم الأخرى المسماة على وجه التحديد من سن 14. [القانون الجنائي، المادة 17]. |
| فانواتو                     | 10                                   |                                    |        | |
| فيتنام                      | 14                                   | 16                                 |        | |
| اليمن                       | 7                                    |                                    |        | |
| زامبيا                      | 8                                    | 12                                 |        | |
| زيمبابوي                    | 7                                    | 14                                 |        | |

## حبس الأطفال
حبس الأطفال هو مفهوم في القانون الجنائي حيث لا يعتبر الأشخاص كبارًا بما فيه الكفاية لتحميلهم المسؤولية عن أفعالهم الإجرامية. إن المشكلة الرئيسية في معظم البلدان هي ما إذا كان ينبغي معاقبة الأطفال كأشخاص بالغين على جرائمهم التي ارتكبوها كونهم أحداث أو إذا كانت المعاملة الخاصة هي الحل الأفضل للجاني.

## محاكم الأحداث
تكون محكمة الأحداث في بعض الدول محكمة ذات اختصاص خاص مكلفة بالفصل في القضايا التي تنطوي على الجرائم التي يرتكبها أولئك الذين لم يبلغوا سنًا محددة بعد. يعد الجاني مسؤولاً عن الجرم كونه «مذنب» لجريمة جنائية إذا تمت إدانته في المحكمة. يمكن محاكمة القاصر كشخص بالغ في بعض الأحيان في بعض الولايات القضائية (مثل الولايات المتحدة الأمريكية).